# بوتس، اسلوونی
بوتس، اسلوونی (به آلمانی: Flitsch) در اسلوونی با جمعیت ۱٬۶۱۳ نفر است که در slovenian littoral واقع شده‌است.